# Açude Santana
Açude Santana är en reservoar i Brasilien.   Den ligger i delstaten Rio Grande do Norte, i den östra delen av landet, 1 500 kilometer nordost om huvudstaden Brasília. Açude Santana ligger 241 meter över havet.
Omgivningarna runt Açude Santana är huvudsakligen savann. Runt Açude Santana är det ganska glesbefolkat, med 23 invånare per kvadratkilometer.